# Borismene japurensis
Borismene es un género monotípico con una única especie de plantas con flores de la familia Menispermaceae. Borismene japurensis (Mart.) Barneby es originaria de Brasil, Perú, Colombia, Venezuela, Ecuador.

## Taxonomía
Borismene japurensis fue descrita por  (Mart.) Barneby y publicado en Memoirs of The New York Botanical Garden 22(4): 145. 1972.

## Sinonimia
- Anomospermum japurense (Mart.) Eichler
- Cocculus japurensis Mart.
- Hyperbaena cuatrecasasii Moldenke[4]